# Farrukhabad
Farrukhabad är ett distrikt i den indiska delstaten Uttar Pradesh, och hade 1 570 408 invånare år 2001 på en yta av 2 279,5 km². Det gör en befolkningsdensitet på 688,9 inv/km². Den administrativa huvudorten är staden Fatehgarh, som är en förort till distriktets största stad, Farrukhabad-cum-Fatehgarh. De största religionerna är Hinduism (84,44 %) och Islam (14,81 %).

## Administrativ indelning
Distriktet är indelat i tre kommunliknande enheter, tehsils:
- Amritpur, Farrukhabad, Kaimganj

## Städer
Distriktets städer är Farrukhabad-cum-Fatehgarh, Fatehgarh, Kaimganj, Kamalganj, Kampil, Mohammadabad och Shamsabad.
Urbaniseringsgraden låg på 21,75 procent år 2001.